# Best Western
Best Western International, Inc., som driver varumärket Best Western Hotels & Resorts, är en amerikansk hotellkedja, grundad 1946 av Merill K. Guertin. Företagets huvudkontor ligger i Phoenix, Arizona. Best Western är en av världens största hotellkedjor med över 4 000 hotell i över 80 länder. I Sverige finns det över 129 hotell utspridda över landet, från Trelleborg till Kiruna. 
Best Westerns svenska hotell blev år 2007 Svanenmärkta. 